# إيرين إيكيلوند
إيرين ميشيل إيكيلوند (بالسويدية: Irene Ekelund)‏ (تنطق [ajriːnɪ eːkɛlɵnd] ؛ مواليد 8 مارس 1997 في باكستان) مي متسابقة سويدية ضمن سباقات المضمار والميدان والسباق الرياضي وتنافست دوليا لصالح السويد. في 14 يوليو 2013 فازت إيكلوند بالميدالية الذهبية في بطولة العالم للشباب في دونيتسك عندما حجزت المركز الأول في نهائي 200 متر. وكانت تلك أول ميدالية ذهبية للسويد في سباق العدو في بطولة عالمية على الإطلاق.

## سيرة شخصية
ولدت ايرين لأب سويدي وأم أنغولية أثناء خدمة والدها في الأمم المتحدة في الباكستان. انتقلت العائلة في وقت لاحق إلى السويد واستقرت في كارلستاد حيث تعيش اليوم مع والدتها وخمسة أشقاء. تدرس حاليا برنامج تصميم في مدرستها الثانوية في مسقط رأسها، وتتنافس في نادي في مدينة مالمو الجنوبية، مالمو ألتمانا إيدروتسيفرينرين (مالوا). وقد ذكرت إيكيلوند عدة مرات أنها ليست مهتمة بشكل جدي بألعاب القوى، وليس لديها أية مثل عليا في هذه الرياضة.
تحمل إيكيلوند حاليا الرقم السويدي الداخلي في 200 متر. في البطولة الوطنية السويدية المغلقة في نورشوبينغ عام 2013، فازت إيكيلوند بالميداليات الذهبية في كل من سباقي 60 متر و 200 متر. كانت انطلاقتها الدولية الأولى في الأماكن المغلقة الدولية بين السويد وفنلندا والنرويج في فاكسيو، السويد في 20 يناير 2013. في وقت لاحق من عام 2013، شاركت في بطولة العالم لأول مرة في بطولة العالم للشباب في دونيتسك، أوكرانيا. وفازت بالميدالية الذهبية في سباق 200 متر وحلت في المركز الخامس في نهائي 100 متر. أصبحت أول رياضية سويدية تفوز ببطولة دولية في سباق العدو. بفضل أدائها، حصلت على جائزة «الوافد الجديد للعام» في جائزة الرياضة السويدية.

### أفضل أرقامها
| مسار            | هدف   | زمن   | مكان              | تاريخ          | ملحوظة |
| --------------- | ----- | ----- | ----------------- | -------------- | ------ |
| في الهواء الطلق | 100 م | 11.35 | كيل، السويد       | 8 يونيو 2013   | NJR    |
| في الهواء الطلق | 200 م | 22.92 | دونيتسك، أوكرانيا | 14 يوليو 2013  | NJR    |
| داخلي           | 60 م  | 7.26  | سترا، السويد      | 21 فبراير 2015 | NJR    |
| داخلي           | 200 م | 23.15 | نورشوبينغ، السويد | 17 فبراير 2013 | NR     |

## روابط خارجية
- إيرين إيكيلوند على موقع الاتحاد الدولي لألعاب القوى (الإنجليزية)
- إيرين إيكيلوند على موقع الاتحاد الأوروبي لألعاب القوى (الإنجليزية)
- إيرين إيكيلوند على موقع الدوري الماسي (الإنجليزية)
- لمحة عن الاتحاد الدولي لألعاب القوى ايرين Ekelund
- ملف تعريف EAA ل Irene Ekelund